# Ідріс аль-Хурі
Ідрі́с аль-Хурі́ (також Дрісс Ель Хурі Driss El Khouri; араб. إدريس الخوري; *1939 — 14 лютого 2022) — марокканський прозаїк, був одним із найвідоміших у країні; жив і працював у Касабланці.

## З життєпису
Народився в 1939 році.
Освіту здобув у Марокко.
Працював у газеті Аль-Алам («Прапор»).
У 2004 році у Рабаті провели Фестиваль поезії на честь аль-Хурі.
Помер у своєму будинку в Сале 14 лютого 2022 року у 83-річному віці.

## З творчості
Ідріс аль-Хурі — визначний представник марокканської новели, автор численних збірок оповідань: «Сум у думках і душі» (1973), «Тіні» (1977), «Початки» (1980), «Запилене місто» (1988) тощо.   
Твори письменника яскраво відображають повсякденність марокканського життя в громадських місцях, на кшталт кав'ярень, лікарень тощо і демонструють сумлінне прагнення представити голоси маргіналізованих членів суспільства.
Бібліографія
حزن في الرأس والقلب» (قصص) (1973).
ظـلال» (قصص) (1977).
البدايات» (قصص) (1980).
الأيام والليالي» (قصص) (1980).
مدينة التراب» (مجموعة قصصية) (1988).
فضـاءات، دار الكلام (1989).
يوسف في بطن أمه» (مجموعة قصصية) (1994).